# Kemenangan Tani
Kemenangan Tani is een bestuurslaag in het regentschap Medan van de provincie Noord-Sumatra, Indonesië. Kemenangan Tani telt 5255 inwoners (volkstelling 2010).